# Bakhtiaris
Pour les articles homonymes, voir Bakhtiari (homonymie).
Les Bakhtiari sont un groupe ethnique d'Iran méridional. Leur territoire, d'une superficie approximative de 75 000 kilomètres carrés, est situé dans la partie méridionale des chaînes du Zagros entre Ispahan et Ahvaz. 

## Population
Avec une population estimée à environ 1 000 000-1 500 000 individus, les Bakhtiari sont divisés en deux branches, les Haft Lang et les Tchahar Lang, elles-mêmes subdivisées en nombreuses sous-branches (bāb, tāyefe, tire, tash, fāmil et owlād).
Historiquement nomade, une partie de la population bakhtiari vit toujours de l'élevage et pratique la transhumance biannuelle, de ses quartiers d'hiver situés sur le flanc ouest des monts Zagros dans la province du Khouzistan, vers ses quartiers d'été sur le flanc est dans les provinces du Tchaharmahal-et-Bakhtiari, d'Ispahan, du Lorestan et de Kohguilouyeh-et-Bouyer-Ahmad.
Une partie importante de la population bakhtiari aujourd'hui sédentarisée se trouve dans les villes de Masjed Soleiman, d'Izeh, de Chouchtar dans la préfecture (en persan : شهرستان / šahrestân) d'Andika dans la province du Khouzistan. Des populations bakhtiari se trouvent également dans les provinces de Bouchehr et du Fars.

## Langue
Les Bakhtiari parlent un dialecte du lori le bakhtiari avec des variantes suivant les différentes branches et tribus. 

## Mode de vie

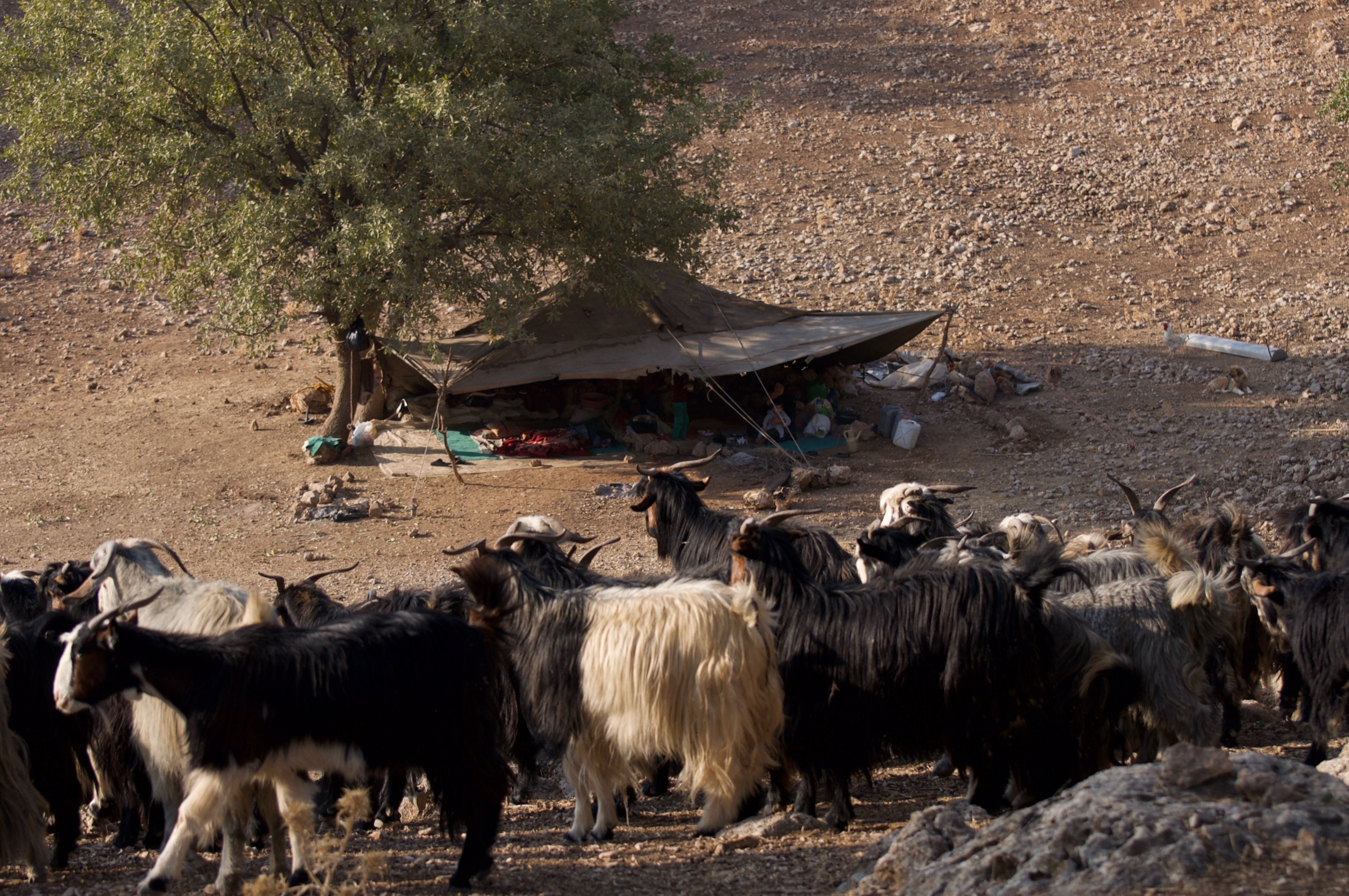
Campement nomade à Bazoft

Les bakhtiaris nomades se concentrent dans leur quartier d'été (sarde-sir ou Yeylāgh) dans des centres importants tels Kuhrang et Bazoft et dans leurs quartiers d'hiver (garme-sir ou Gheshlāgh) dans les préfectures d'Andika, de Masjed Soleiman, d'Izeh, de Chouchtar dans la province du Khouzistan.  Ils vivent notamment du revenu de leur bétail (chèvres et moutons essentiellement) ainsi que des produits dérivés de ces derniers (lait, beurre, dough, kashk, ghārā (persan : قارا), rowghan : beurre clarifié).
L'agriculture, pratiquée presque exclusivement de manière non-irriguée (kheshavarzi-ye deymi), est également une source de revenu pour les Bakhtiaris. Elle permet, en outre, de produire leur propre farine et d'approvisionner le bétail en foin et en paille l'hiver.

### Transhumances

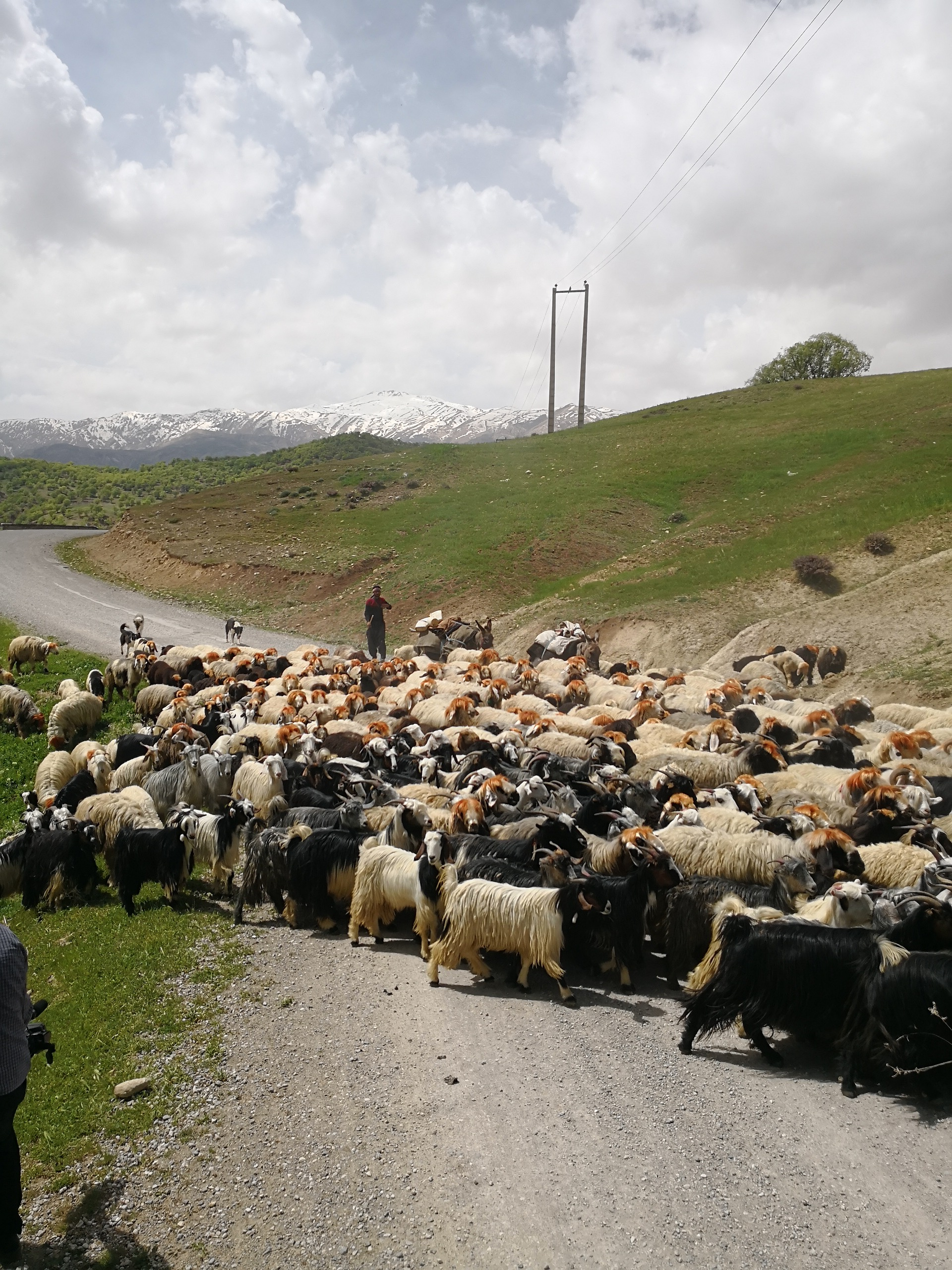
Transhumance de nomades bakhtiari à Bazoft

Les principaux déplacements saisonniers (persan : کوچ عشایری) de l'hivernage vers l'estivage (entre les mois d'avril et de mai) et de l'estivage vers l'hivernage (entre les mois d'octobre et de novembre), peuvent couvrir des distances allant jusqu'à 300 km et durer de quelques jours à plusieurs semaines. Ces déplacements avec le bétail s'effectuent à pied et à dos d'animaux (ânes, mulets, chevaux) et nécessitent de passer des cols de montagne tous enneigés à plus de 3 000 m d'altitude dans les monts Zagros et en particulier le massif de Zard Kuh. La route entre Shahrekord et Masjed Soleiman est l'un des axes particulièrement emprunté par les nomades. Depuis une dizaine d'années, on assiste également à des transhumances motorisées, par camions qui raccourcissent considérablement le temps de trajet.

## Histoire
Les premières mentions, non pas directement des bakhtiaris, mais de tribus Lors leur étant liés apparaissent après les Conquête musulmane de la Perse lorsque des populations massives fuirent l'envahisseur vers les monts Zagros. Une des premières évocations des tribus bakhtiaris en tant que telles date de 1433, lorsque le Timouride Shah Rokh met fin à la domination des Atabak Fazluye et transfert le pouvoir du grand Lorestan aux chefs des Astereki.
En 1738, les bakhtiaris s'illustrent durant le siège de Kandahar, lorsque Nader Shah, fondateur de la dynastie Afcharides, choisit parmi eux 3000 hommes pour lancer l'assaut contre la citadelle de Kandahar.

## Personnalités bakhtiari
- Ali Mardan Khan Bakhtiari
- Hossein Gholi Khan Ilkhani
- Sardar Assad
- Samsam os-Saltaneh
- Bibi Maryam Bakhtiari
- Soraya Esfandiari Bakhtiari
- Masoud Bakhtiari
- Chapour Bakhtiar
- Mohammad Mossadegh
- Teymour Bakhtiar
- Amir Reza Amir Bakhtiar
- Mohsen Rezaï
- Behnoush Bakhtiari
- Iman Mobali

## Filmographie
- Merian C. Cooper, Ernest B. Schoedsack et Marguerite Harrison, Grass: A Nation's Battle for Life, film documentaire de 70 min, noir et blanc, 1925, migration du Kurdistan turc à la vallée de l'herbe en Iran
- Jacob Bronowski, The Ascent of Man (1973, L'ascension de l'homme) (couleurs), épisode 2 : Harvest of the Seasons
- Anthony Howarth, People of the Wind (1976) (couleurs, 110 minutes)
- Cima Sedigh, Bakhtiari Alphabet (2009) (couleurs)
- Louis Meunier, Nomades d'Iran, l'instituteur des Monts Zagros (2019)